# نامه‌ای از آتش
نامه‌ای از آتش (انگلیسی: Aksharaya) یک فیلم است که در سال ۲۰۰۵ منتشر شد.